# 긴 집의 살인
《긴 집의 살인》(일본어: 長い家の殺人)은 우타노 쇼고의 1988년작 장편 추리소설로, 작가의 데뷔작이다. 이 작품에 등장하는 탐정 시나노 조지를 주인공으로 한 '집의 살인 시리즈'의 첫 작품이 되었다. 작가를 처음 발굴한 시마다 소지가 당시 이 데뷔작을 두고 '보기 드문 수작', '미스터리의 원점'이라며 호평한 것으로 알려져 있다. 1992년에 문고판으로 출간되었고, 2008년에 개정판이 출간되었다. 대한민국에는 폴라북스에서 박재현 번역으로 출간되었다.

## 시놉시스
1986년 가을, 에치고유자와역 인근의 산장 '게미니 하우스'에 대학생 밴드 '메이플 리프'가 합숙을 하러 온다. 메이플 리프는 멤버들의 졸업과 함께 해산을 앞두고 마지막 라이브 공연을 준비하던 차였다. 그런데 저녁부터 기타리스트 도고시가 행방불명된다. 멤버들은 도고시를 수색하기 시작하는데, 감쪽같이 사라졌던 도고시는 이튿날 오후 방에서 살해당한 시체로 발견된다. 멤버들은 전원 알리바이가 있었기에 오너인 겐조가 체포되지만 그는 범인이 아니었고, 사건은 미궁에 빠진다.

## 목차
개정판 간행에 앞서 / 프롤로그 / 제1장 사장된 A7 / 제2장 산책하는 시체 / 제3장 두 장의 사진 / 제4장 어둠 속의 도깨비불 / 제5장 우연히 발견한 A7 / 에필로그 / 옮긴이의 말

## 등장인물

### 메이플 리프
- 이치노세 도오루(市之瀬徹): 주요 화자. 악기 연주는 하지 않지만 일종의 명예 멤버로서 사진 촬영을 담당하고 있다.
- 다케 요시토모(武喜朋): 기타리스트이자 보컬 담당. 슬림한 체형에 냉정한 성격.
- 야마와키 다케히로(山脇丈広): 베이시스트이면서 도고시와 함께 밴드의 창립 멤버이다. 딱딱하고 논리적인 성격.
- 미타니 마리코(三谷真梨子): 키보디스트. 홍일점으로 올리비아 뉴턴존을 닮은 외모라고 서술된다. 실력은 뛰어나지만 과신하는 구석이 있고 연습을 게을리 하는 편.
- 고마무라 슌지(駒村俊二): 드러머. 다른 멤버들보다 한 학년 아래이다. 활기차고 밝은 성격.
- 도고시 노부오(戸越伸夫): 기타리스트. 야마와키와 더불어 밴드의 창립 멤버이다. 뚱뚱한 체형. 깐깐하고 공격적인 태도 때문에 인간관계가 나쁘다.
- 시노다 조지(信濃譲二): 이 작품의 탐정. 메이플 리프의 원조 드러머로 실력은 매우 뛰어났지만 변덕스러운 성격의 괴짜. 어느날 갑자기 외국으로 떠났다. 과거 이치노세가 살인사건의 누명을 썼을 때 탐정이 되어 누명을 벗겨주었던 적이 있다.

### 게미니 하우스
- 겐조 야스키(権上康樹): 게미니 하우스의 오너. 수염이 길고 크고 다부진 체격의 소유자. 과거 학생운동 경력이 있고 이 때문에 전과를 얻었다.
- 시오타, 기타하라: 무이카마치 경찰서 경찰관들.
- 도미오카 이사무: 사건 당시 에치고유자와의 숙박시설들을 털었던 도둑. 게미니 하우스에도 침입했었고, 도고시의 시체를 보았다고 증언했다.

### 팜 가든
- 미우라 히로코: 라이브 하우스 팜 가든의 사장.
- 다치바나 미사코: 두 번째 살인사건의 제1목격자. 피해자와는 이웃 사이였고, 공연 준비를 하던 피해자를 만나러 갔다가 시체를 발견했다. 사건 당시 복도에서 도깨비불을 보았다고 증언한다.
- 모리야마: 신주쿠 경찰서 소속 형사.

## 진상
범인은 다케 요시토모. 동기는 도고시의 경우 개인적으로 마리화나 재배를 하고 있는 것을 들킨 후 지속적으로 시달려 왔기 때문에, 미타니의 경우 같은 장소에서 찍은 다른 시간대의 사진을 보고 도고시 살인의 실마리를 눈치챘기 때문에.
밀실 트릭은 게미니 하우스 특유의 긴 복도와 헷갈리기 쉬운 방 번호 체계를 이용한 것이었다. 게미니 하우스의 방 번호는 일반적으로 잘 모르는 그리스 문자를 사용하고 있어 순서를 잘 알기 힘들고, 번호판을 바꾸는 것으로 방을 착각하게 만들 수 있다. 이를 이용해 도고시의 방을 복도 맨 끝 방으로 잡아두고 도고시를 방에서 교살한 다음, 가짜 벽을 만들어 도고시의 시체가 있는 방을 숨겼다. 팜 가든도 비슷한 구조의 라이브 하우스로, 미타니를 맨 끝 대기실로 밀어넣고 살해한 뒤 파티션을 세워 미타니의 대기실을 숨겼다.
시나노 조지에게 범인임을 간파당한 다케는 이후 범행을 인정하는 유서를 쓰고 자살한다.